# Ykkönen 2012
Die Ykkönen 2012 war die 19. Spielzeit der zweithöchsten finnischen Fußballliga unter diesem Namen und die insgesamt 75. Spielzeit seit der offiziellen Einführung einer solchen im Jahr 1936. Sie begann am 27. April und endete am 6. Oktober 2012.

## Modus
Die zehn Mannschaften spielten jeweils drei Mal gegeneinander. Der Meister stieg direkt in die Veikkausliiga 2013 auf. Am Saisonende stiegen die beiden letzten Teams in die Kakkonen ab.

## Spielstätten und Zuschauerstatistik
| Verein           | Stadt       | Stadion                 | Kapazität | Heimspiele | Zuschauer | Durchschnitt |
| ---------------- | ----------- | ----------------------- | --------- | ---------- | --------- | ------------ |
| FC Hämeenlinna   | Hämeenlinna | Kaurialan kenttä        | 1.500     | 13         | 6.060     | 466          |
| Helsingfors IFK  | Helsinki    | Brahe-Platz             | 1.200     | 13         | 6.949     | 535          |
| FC Viikingit     | Helsinki    | Vuosaaren urheilukenttä | 1.500     | 14         | 8.207     | 586          |
| JIPPO Joensuu    | Joensuu     | Joensuun keskuskenttä   | 2.000     | 13         | 5.371     | 413          |
| FC KooTeePee     | Kotka       | Arto Tolsa Areena       | 4.280     | 13         | 11.1760   | 869          |
| AC Oulu          | Oulu        | Raatin Stadion          | 5.000     | 14         | 18.8980   | 1.3500       |
| Oulun Palloseura | Oulu        | Raatin Stadion          | 5.000     | 14         | 8.638     | 617          |
| Rovaniemen PS    | Rovaniemi   | Rovaniemen keskuskenttä | 2.400     | 14         | 15.6710   | 1.1160       |
| Seinäjoen JK     | Seinäjoki   | Seinäjoen keskuskenttä  | 2.800     | 13         | 14.6160   | 1.1240       |
| PK-35 Vantaa     | Vantaa      | ISS Stadion             | 4.600     | 14         | 6.394     | 457          |

## Abschlusstabelle
| Pl. | Verein              | Sp. | S  | U  | N  | Tore    | Diff. | Punkte |
| --- | ------------------- | --- | -- | -- | -- | ------- | ----- | ------ |
| 1.  | Rovaniemi PS (A)    | 27  | 18 | 5  | 4  | 053:290 | +24   | 59     |
| 2.  | Seinäjoen JK (N)    | 27  | 14 | 5  | 8  | 024:290 | −5    | 47     |
| 3.  | FC Viikingit        | 27  | 14 | 3  | 10 | 036:360 | ±0    | 45     |
| 4.  | PK-35 Vantaa        | 27  | 13 | 4  | 10 | 054:310 | +23   | 43     |
| 5.  | Oulun Palloseura    | 27  | 10 | 8  | 9  | 034:350 | −1    | 38     |
| 6.  | AC Oulu             | 27  | 9  | 10 | 8  | 038:350 | +3    | 37     |
| 7.  | FC KooTeePee        | 27  | 10 | 5  | 12 | 030:330 | −3    | 35     |
| 8.  | JIPPO Joensuu       | 27  | 7  | 7  | 13 | 031:440 | −13   | 28     |
| 9.  | FC Hämeenlinna      | 27  | 5  | 7  | 15 | 018:480 | −30   | 22     |
| 10. | Helsingfors IFK (N) | 27  | 5  | 6  | 16 | 029:540 | −25   | 21     |

Platzierungskriterien: 1. Punkte – 2. Tordifferenz – 3. geschossene Tore

| (A) | Absteiger aus der Veikkausliiga 2011 |
| (N) | Aufsteiger                           |

## Torschützenliste
| Pl. | Name            | Team            | Tore |
| --- | --------------- | --------------- | ---- |
| 01. | Aleksandr Kokko | Rovaniemen PS   | 15   |
| 02. | Toni Lehtinen   | Seinäjoen JK    | 13   |
| 03. | Ariel Ngueukam  | JIPPO Joensuu   | 11   |
| 03. | Mika Lahtinen   | Rovaniemen PS   | 11   |
| 05. | Jukka Santala   | PK-35 Vantaa    | 09   |
| 05. | Joonas Sohlo    | AC Oulu         | 09   |
| 05. | Sami Okkonen    | Helsingfors IFK | 09   |
| 05. | Eero Peltonen   | FC Viikingit    | 09   |